# Redemption Song (film)
Redemption Song è un film documentario del 2015 diretto da Cristina Mantis.
Il titolo è ispirato al brano di Bob Marley Redemption Song.

## Trama
Cissoko è un profugo di guerra che arriva in Italia provando in prima persona l’estrema precarietà di coloro che fuggono verso l’Europa con il miraggio di una vita migliore. La voglia di contribuire al risveglio della sua gente lo spinge a filmare con una piccola telecamera i risvolti poco allettanti di un mondo occidentale in crisi, dove spesso i suoi fratelli vivono in condizioni di discriminazione, in molti casi drammaticamente vicine alla schiavitù. Il suo ritorno in Africa, in Guinea, per proiettare le immagini nelle scuole e nei villaggi, sarà un costante invito alla cessazione dei conflitti interni e all'affrancamento di sé stessi e della propria terra. Virtualmente accompagnato nel suo viaggio da artisti che rafforzano il sound emotivo e dal ricordo esemplare di Thomas Sankara, dall'isola di Gorée in Senegal, l’isola della tratta, Cissoko parte per il Brasile, per i quilombi, a rendere omaggio ai discendenti degli schiavi che continuano a lottare per i propri diritti e a mantenere vive le loro origini africane, grazie alla loro unione.

## Produzione
L'eradicamento del razzismo, la volontà di contribuire a distruggere dall'interno una sedimentata dimensione xenofoba mai estinta, è certamente il cuore del documentario, che si adopera per tutta la sua durata nella ricerca di un ponte di comunicazione e di empatia tra Europa e Africa che porti riscatto, riconciliazione e convivenza pacifica, dopo i crimini del colonialismo. Ma suo obiettivo altrettanto primario è dare un contributo ad arginare la perdita umana di molti migranti africani.
Il desiderio degli autori di fare un tour africano per sensibilizzare più massicciamente l'opinione pubblica, nei villaggi, nelle periferie, in tutti quei luoghi dove c'è una forte desiderio di partire, ha portato alla creazione di un progetto, presentato alla Camera dei Deputati, da alcune ONG, da rappresentanti della Cooperazione internazionale e delle diaspore. Nel mese di ottobre 2017 ha ricevuto un finanziamento dal Fondo Africa, per l'attuazione del programma di sensibilizzazione, attuatosi nel 2018/2019 in alcuni paesi africani come la Guinea, Mali, Burkina Faso, Senegal, Mali, Niger. La realizzazione del progetto ha rispecchiato solo in parte la volontà iniziale degli autori.

### Critica
(Amnesty International)

## Distribuzione
Redempion Song è stato presentato a numerosi festival, anche internazionali.
È distribuito dalla Movimento Film, con il patrocinio di Amnesty International Italia, e in DVD da Cecchi Gori Entertainment.
Il 13 febbraio del 2016 in Senegal, all'Ile de Goree, si è tenuta la prima proiezione in Africa Occidentale, a cui hanno fatto seguito quelle nella periferia di Dakar, al fine di sensibilizzare i giovani sui rischi di una migrazione costellata da molteplici insidie. Il 28 marzo 2017 è stato presentato alla Camera dei Deputati.

## Riconoscimenti
- 2015 -  Festival Internazionale del Documentario Visioni dal Mondo – Immagini dalla realtà[3][11]
  - Premio Rai Cinema[27][28][29]
- 2016 - Premio Tenco
- 2019 - Black Movie Awards
  - Cinema Per il Sociale[30]